# 瓦里汗
瓦里汗，(1741-1819)，哈薩克汗國中玉茲可汗，阿布賚的長子，他母親是阿布賚第二位妻子塞曼-哈里姆。

## 生平
他是阿布賚長子，年輕時曾參加對準噶爾汗國的戰爭，在1769年被派出使中國(滿清)，1781年8月在他父親去世後，他被推舉為中玉茲的汗。
瓦里之後向中俄宣布已成為中玉茲的汗，要求承認。1782年1月初，被清朝乾隆帝批准為汗，同年2月23日，派使者到中玉茲頒發詔書。1782年11月1日俄羅斯總督也跟進。
但瓦里汗即位並未得全中玉茲同意，許多有影響力的蘇丹和比不承認瓦里汗的最高權力。後者依靠俄羅斯的支援。1795年，哈俄邊境的哈薩克人（2名蘇丹、19名長老和12萬多名哈薩克人）簽署了一封致俄羅斯皇后凱薩琳二世的信，要求將他們從瓦里汗的「壓迫」中解放出來，並「定居在額爾濟斯河右岸」。沙皇政府保留了瓦里汗的權力，並試圖解決汗與不滿的哈薩克部落的關係。
他死後，中玉茲被沙皇政府正式消滅。